# 부이라주

부이라주

부이라주(아랍어: ولاية البويرة)는 알제리 북부에 위치한 주로, 주도는 부이라이며 면적은 4,439km2, 인구는 694,750명(2008년 기준)이다.